# Heinrich Hansjakob

Heinrich Hansjakob, 1907

Heinrich Hansjakob (* 19. August 1837 in Haslach; † 23. Juni 1916 ebenda) (Pseudonym: Hans am See) war ein deutscher katholischer Geistlicher, badischer Heimatschriftsteller, Historiker und Politiker. Bekannt wurde Hansjakob vor allem als Schriftsteller. Neben wissenschaftlichen Werken, politischen Schriften und Reiseberichten verfasste er Erzählungen und Romane, die sich hauptsächlich mit der Lokalgeschichte des Mittleren Schwarzwalds und der Mentalität der Menschen in dieser Gegend befassen.

## Leben

### Haslacher Zeit

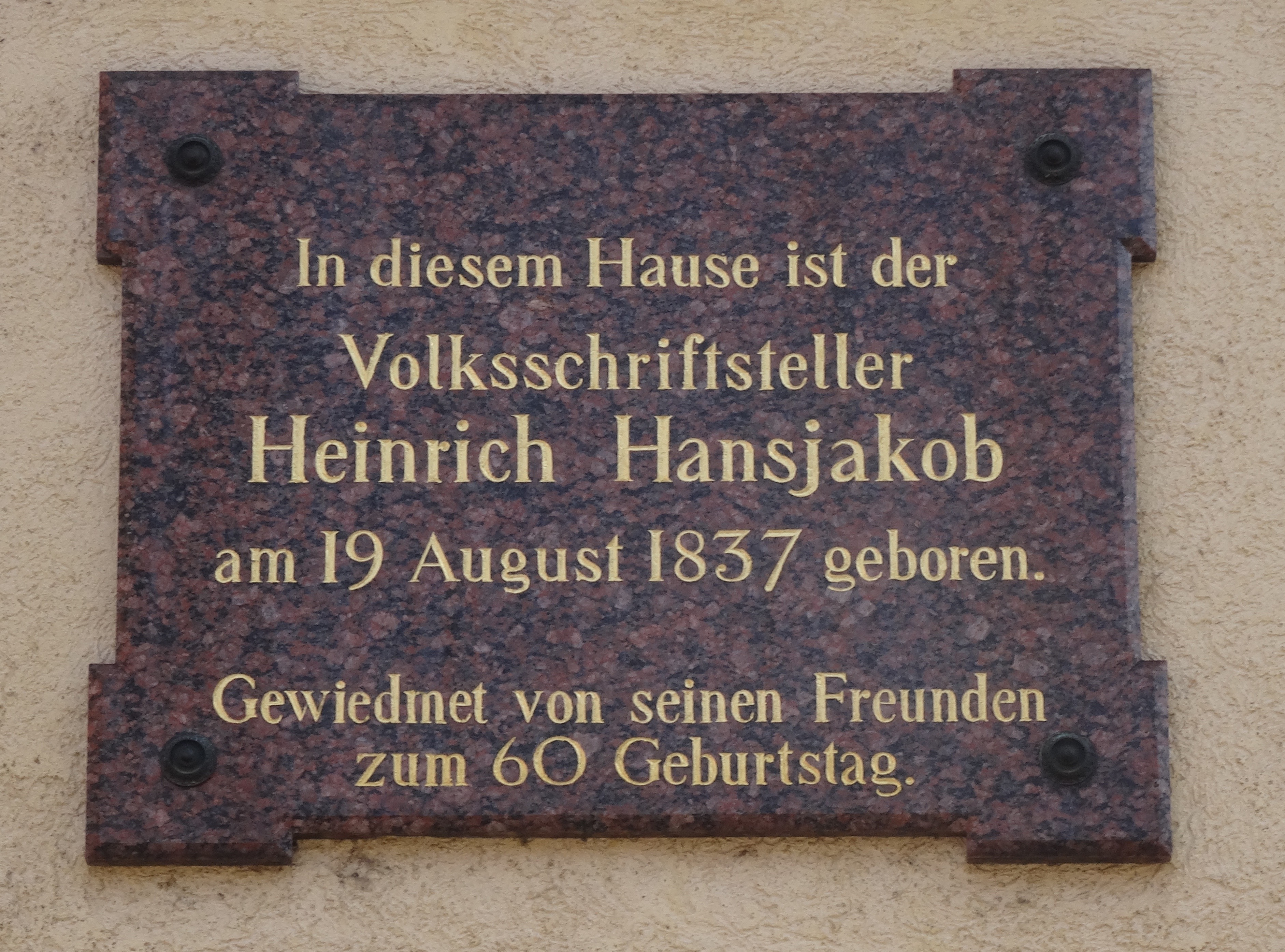
Tafel am Geburtshaus in Haslach

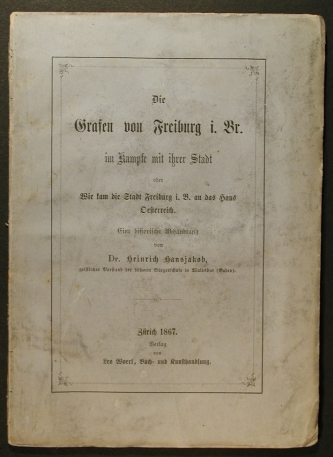
Hansjakobs Dissertationsschrift

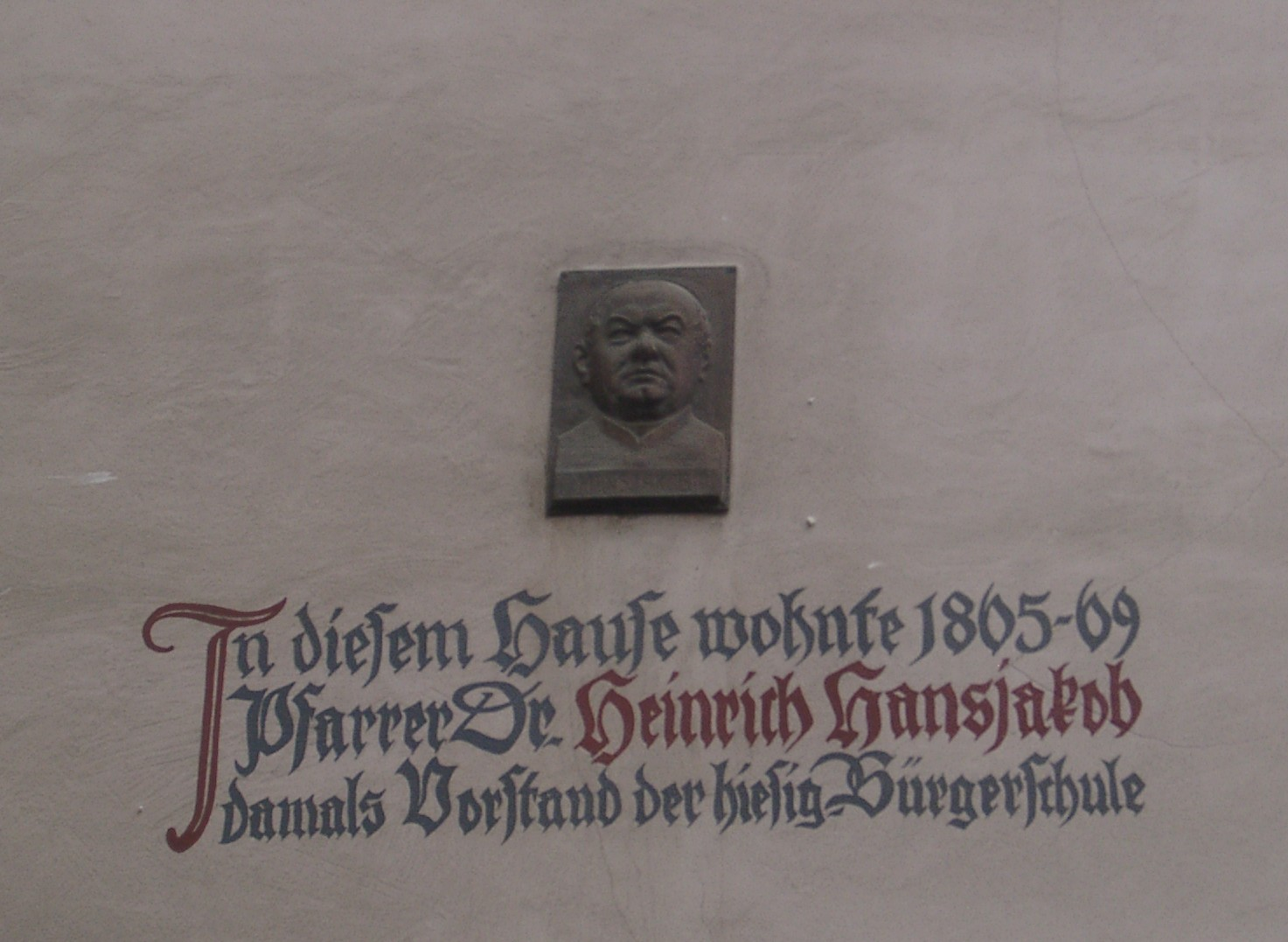
Darstellung am Wohnhaus in Waldshut

Heinrich Hansjakob wurde als Sohn des Bäckers und Wirts Philipp Hansjakob und seiner Gattin Cäcilie geborene Kaltenbach in Haslach im Kinzigtal geboren. Seine Mutter stammte aus dem Furtwanger Ortsteil Rohrbach. Väterlicherseits war die Familie der Hansjakob seit nach dem Dreißigjährigen Krieg an der Kinzig ansässig. Von 1852 bis 1859 besuchte er das Lyzeum in Rastatt. Anschließend studierte er Theologie, Philosophie und Klassische Philologie an der Universität Freiburg. 1863 wurde er zum Priester geweiht. 1865 wurde er in Tübingen mit einer historischen Abhandlung über die Grafen von Freiburg promoviert.

### Donaueschinger und Waldshuter Zeit
Nach dem Studium war er vom 20. Januar 1864 zunächst für ein Jahr Lehramtspraktikant (Studienreferendar) am Gymnasium Donaueschingen, hier befreundete er sich mit dem Fürstenbergischen Archivardirektor Karl Roth von Schreckenstein und dem Bibliothekar Karl August Barack, unter ihrer Anregung entstand seine Dissertation Die Grafen von Freiburg im Breisgau im Kampfe mit ihrer Stadt. Im Jahr 1865 wurde er nach Waldshut als Vorstand der Höheren Bürgerschule befördert. Ab Waldshut führte er mit seiner Schwester Philippine einen eigenen Haushalt. In seiner Waldshuter Zeit veröffentlichte er im Advent 1866 die Schrift Die Salpeterer, eine politisch-religiöse Sekte und die Biographie Hermann von Vicari, Erzbischof von Freiburg. Beide Schriften riefen die Behörden auf den Plan. Die letztere wurde beschlagnahmt und verboten. 1869 legte er daher sein Amt als Vorstand der Bürgerschule nieder. Da er sich nun ungebundener fühlte, äußerte er sich in einer Rede in Engen kritisch zur Regierung unter Minister Jolly, worauf er wegen Beleidigung einen Monat Haft in der Festung Rastatt verbüßte. Hier verfasste er das Buch Auf der Festung. Ebenfalls in seiner Waldshuter Zeit entstand das Büchlein Der Waldshuter Krieg von 1468; es erschien 1868.

### Pfarrer in Hagnau am Bodensee

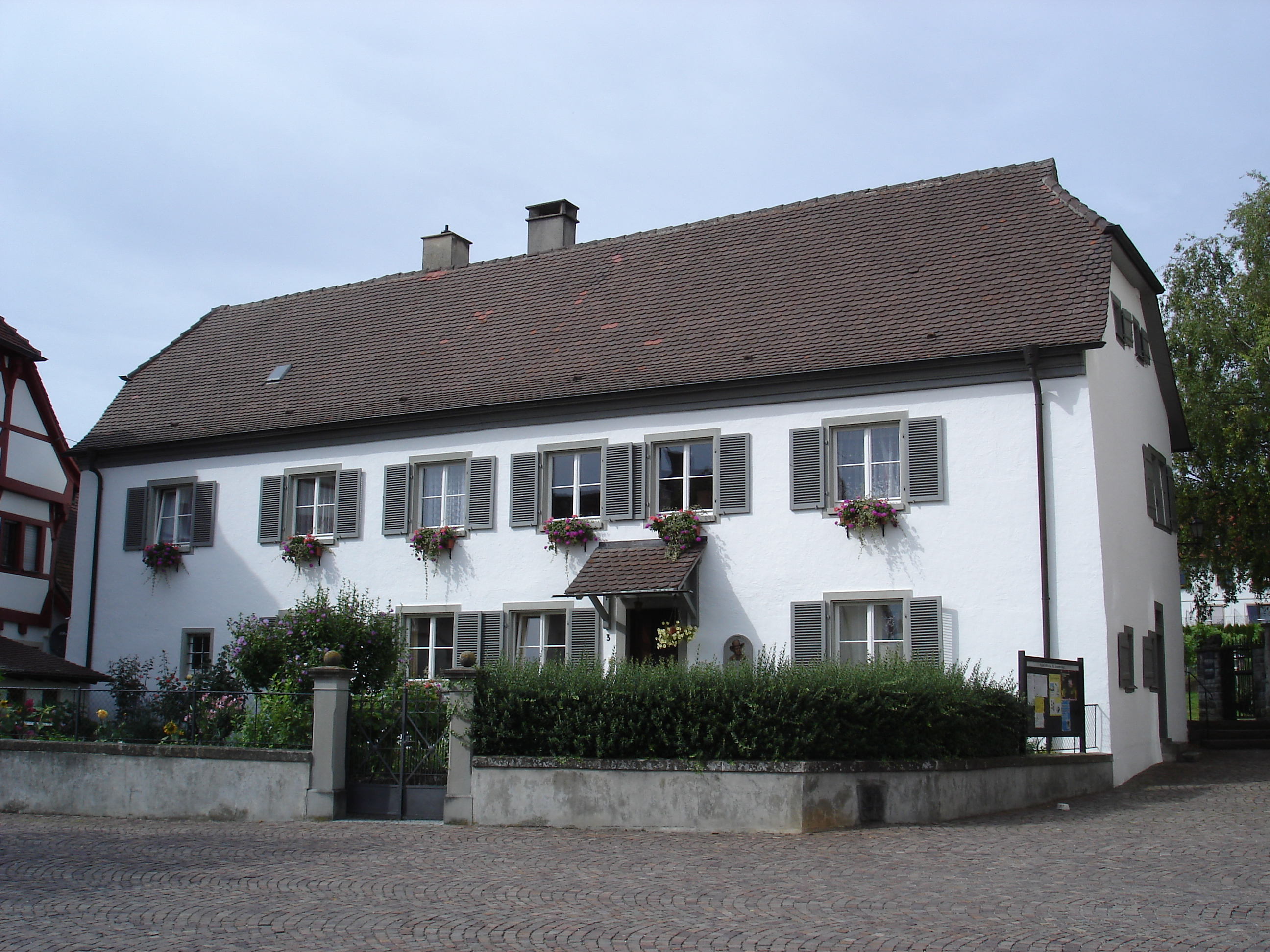
Hansjakobs Wohnhaus in Hagnau am Bodensee

Am 1. Dezember 1869 versetzte ihn der Weihbischof Lothar von Kübel auf eigenen Wunsch nach Hagnau am Bodensee. Von 1869 bis 1883 war er katholischer Pfarrer in Hagnau am Bodensee. Er riet als „Wasserdoktor am See“ Patienten zur Mäßigung in der Lebensführung, mäßigen Wasseranwendungen und Kompressen. Der Weinbau in Hagnau war durch Nebenerwerbslandwirtschaft, den Schädlingsbefall durch Mehltau und den harten Winter 1879/1880 bedroht. Darum gründete Hansjakob am 20. Oktober 1881 den Hagnauer Winzerverein und trug damit zur Rettung des traditionsreichen Weinbaus am Bodensee bei. Der Winzerverein war die erste Winzergenossenschaft in Baden. Noch heute führt er das Bild Hansjakobs in seinem Logo. Von 1871 bis 1881 war er außerdem Abgeordneter der Katholischen Volkspartei im badischen Landtag. 1873 wurde er wegen Beleidigung eines Staatsbeamten für sechs Wochen in Radolfzell inhaftiert. Im selben Jahr wurde sein erster Sohn geboren, worauf Hansjakob einen Nervenarzt aufsuchte – man weiß von insgesamt vier unehelichen Kindern. In den Jahren von 1874 bis 1879 unternahm er Reisen nach Frankreich, Italien, Österreich, Belgien und die Niederlande. 1878 kam es zum Zerwürfnis mit seiner Partei.

### Pfarrer in Freiburg in Breisgau

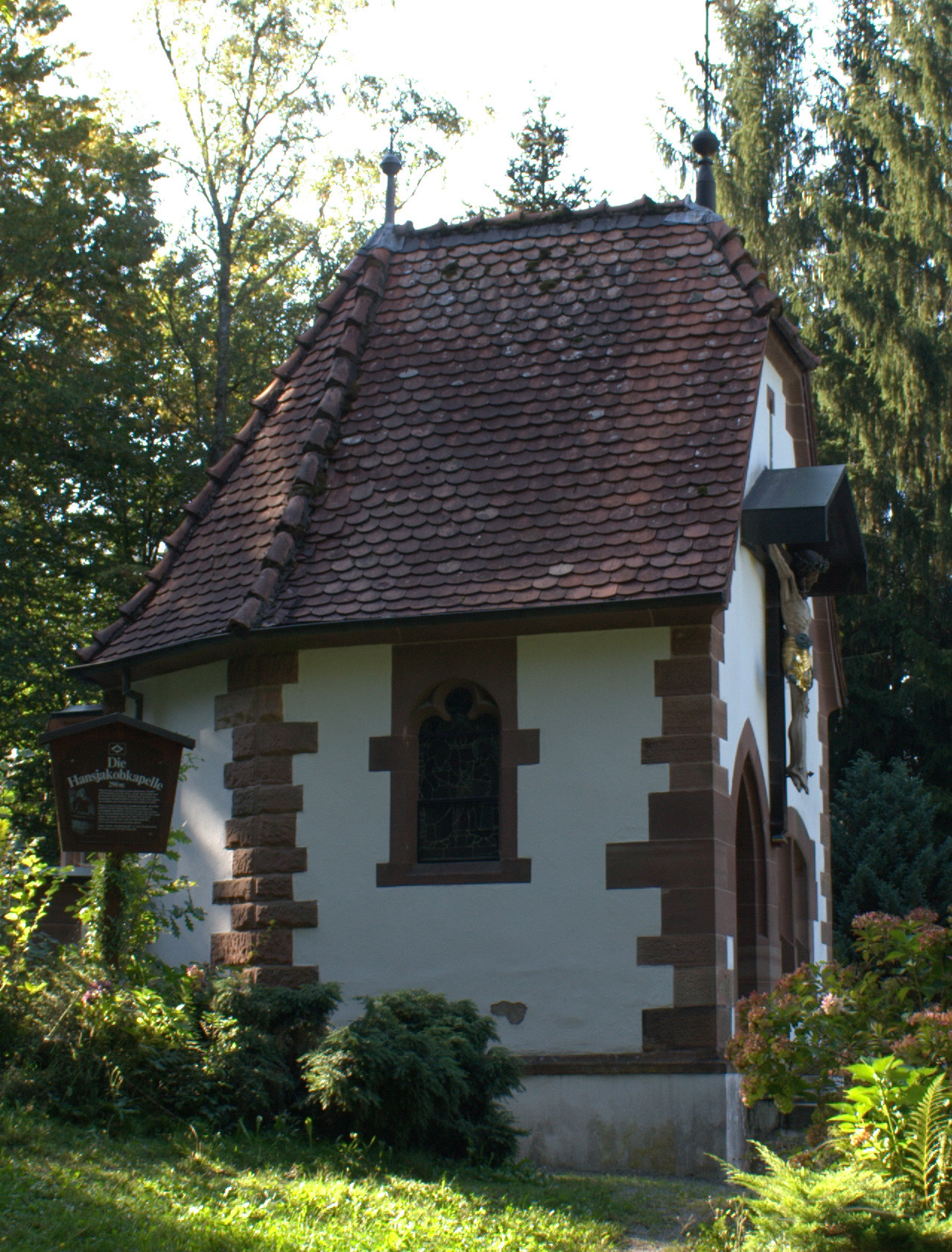
Hansjakob-Kapelle in Hofstetten

1884 trat er eine Stelle als Pfarrer der St.-Martins-Kirche in Freiburg an, die er trotz Auseinandersetzungen mit den Kirchenbehörden bis 1913 innehatte.
Hansjakob hatte eine Anlage zu Nervenleiden und litt an Gemütsschwankungen. Zur Behandlung hielt er sich 1894 mehrere Monate lang in der Heil- und Pflegeanstalt Illenau bei Achern auf. Seine Symptome („Nerventeufel“) bekämpfte er mit Opiaten. Beck/Froneberg (2015) zufolge blieb er schwer medikamentenabhängig und kaum noch arbeitsfähig.
Ab 1897 lebte er in der ehemaligen Kartause Freiburg, die zu dem Zeitpunkt schon zu einem Pfrundhaus umgewidmet worden war, einem Wohn- und Ruhesitz für 200 Pfründner, d. h. Pensionäre, die durch ein Vermächtnis das Recht erworben hatten, dort im Alter einzuziehen und gepflegt zu werden.

### Freihof in Haslach
Den Freihof in seiner Heimatstadt Haslach ließ er nach seiner Pensionierung in Form eines Bauernhauses erbauen. Er lebte dort vom 22. Oktober 1913 bis zu seinem Tode. Der Freihof wurde als Museum erhalten.
Heinrich Hansjakob starb am 23. Juni 1916 im Alter von 78 Jahren in seinem Geburtsort. Beigesetzt wurde er in der Gruft seiner zu Lebzeiten vom guten Freund und Architekten Max Meckel und dem Bildhauer Joseph Dettlinger erbauten Grabkapelle im nahen Hofstetten.

## Wirken

### Schriftsteller

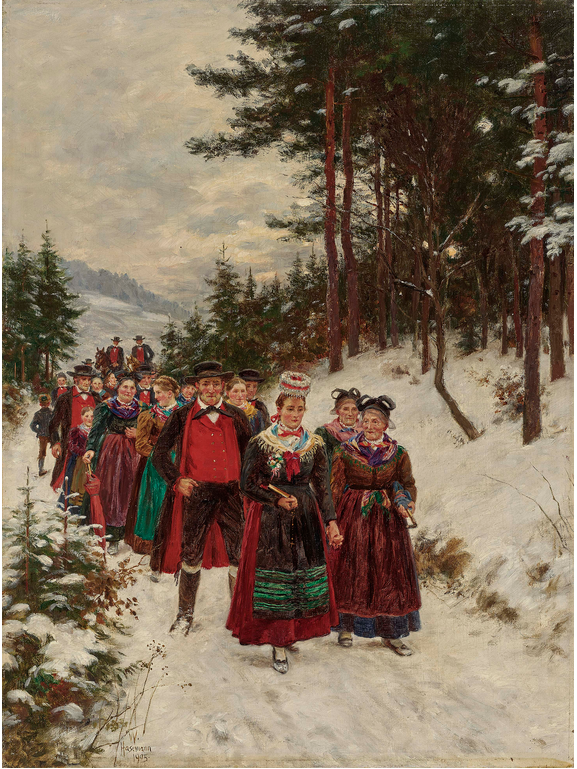
Brautzug im Winter von Wilhelm Hasemann ist eine Illustration zu Der Vogt auf Mühlstein.

Heinrich Hansjakob verfasste über 70 Bücher und Schriften.
In seinen Werken bediente sich Hansjakob mehrfach antisemitischer Topoi und Klischees. Ungeachtet seiner Bewunderung für die jüdische Religion und deren alttestamentarische Tradition einerseits finden sich in seinen Veröffentlichungen andererseits verächtliche Sätze über Juden. Sein Biograph Manfred Hildenbrand warnte davor, Hansjakobs abwertende Urteile über „die“ Juden zu bagatellisieren. Denn als vielgelesener Autor habe er Einfluss auf die öffentliche Meinung genommen.

### Einsatz für Volkstum und Traditionen
Er setzte sich für das Achten und Bewahren der alemannischen Mundart ein. Für das Tragen der Volkstrachten machte er sich als Vorsitzender des Trachtenvereins Freiburg stark.

### Sozialreformer
Er gründete die erste Winzergenossenschaft Badens in Hagnau am Bodensee. In Freiburg am Rathausplatz und an der Kirche St. Martin ließ er Arkaden für kleine Geschäftsleute einrichten.

### Frauenbild
Hansjakob wandte sich gegen die Emanzipation der Frauen und sprach sich u. a. gegen ein aktives und passives Wahlrecht, Gymnasialbildung und Universitätsstudium für Frauen aus. Er plädierte dafür, dass die Frauen eine grundlegende Schulausbildung erhalten, ansonsten jedoch Hausfrauen sein sollten. Gleichzeitig attestierte er Frauen Opferfähigkeit und die Fähigkeit, sich entsprechend ihren Anlagen im Lebensprozess grundlegend weiterzuentwickeln.

## Nachleben

### Gedenken

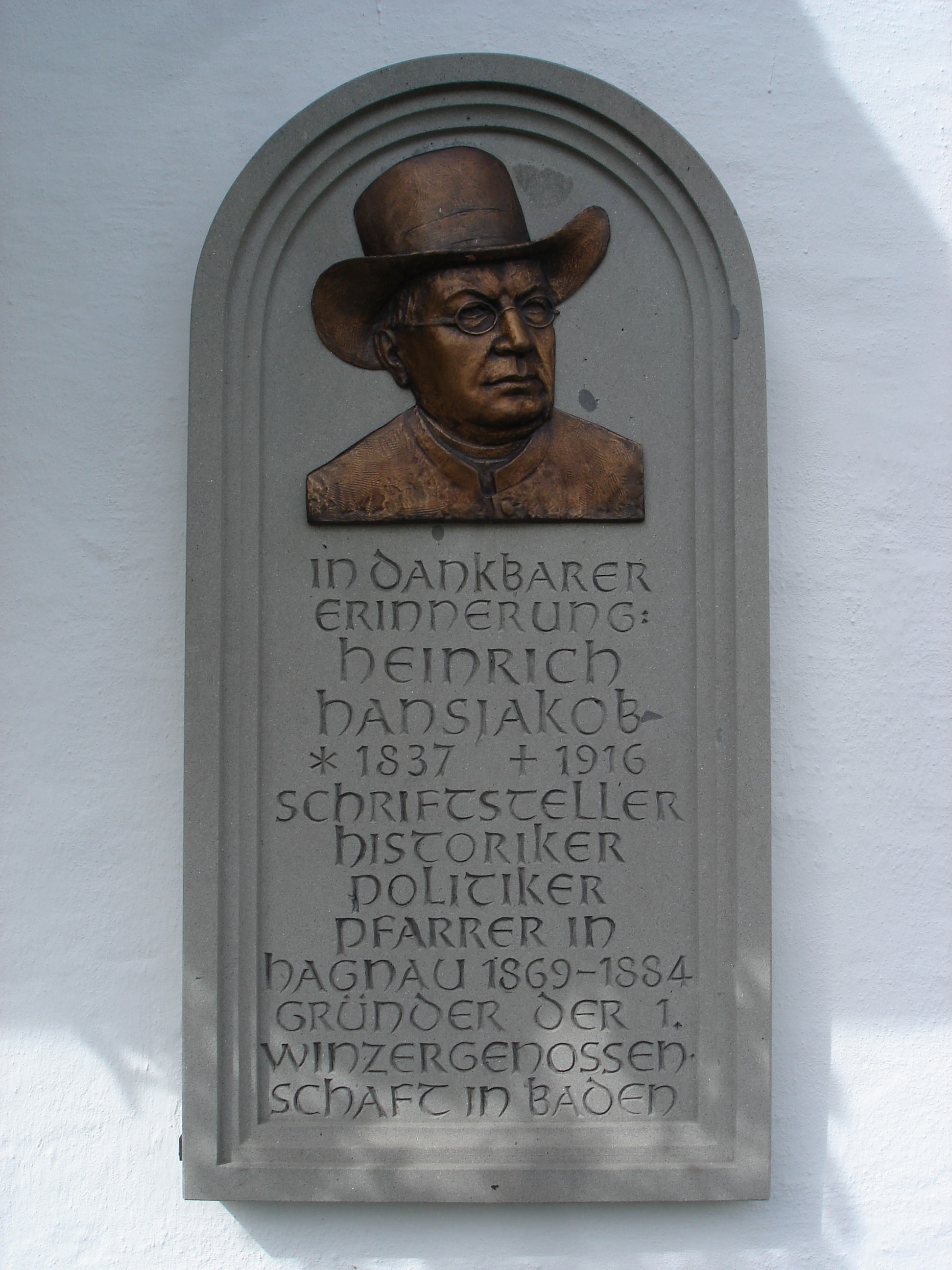
Gedenktafel für Heinrich Hansjakob am Wohnhaus in Hagnau am Bodensee

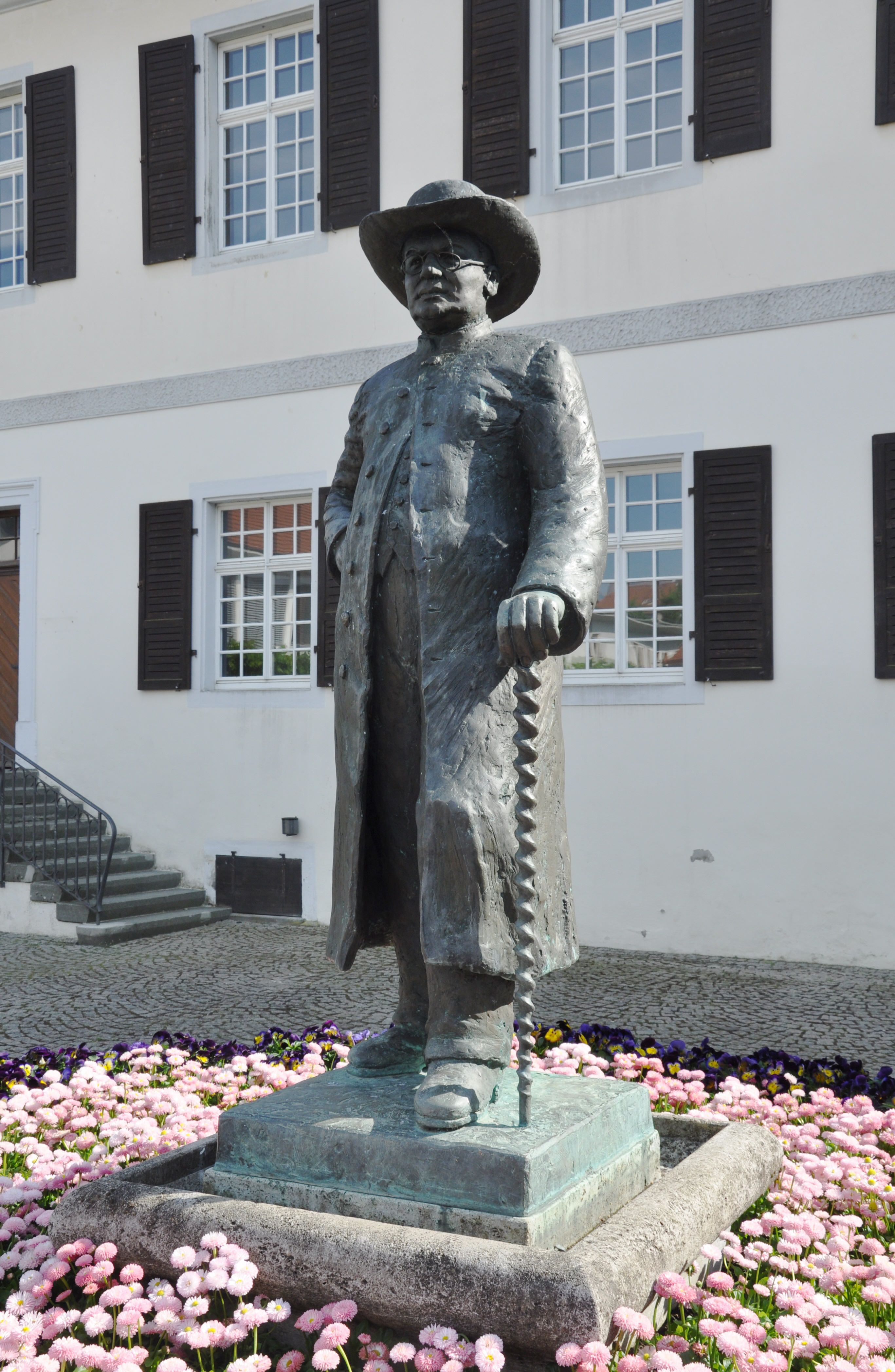
Hansjakob-Denkmal an der Nordseite des Rathauses

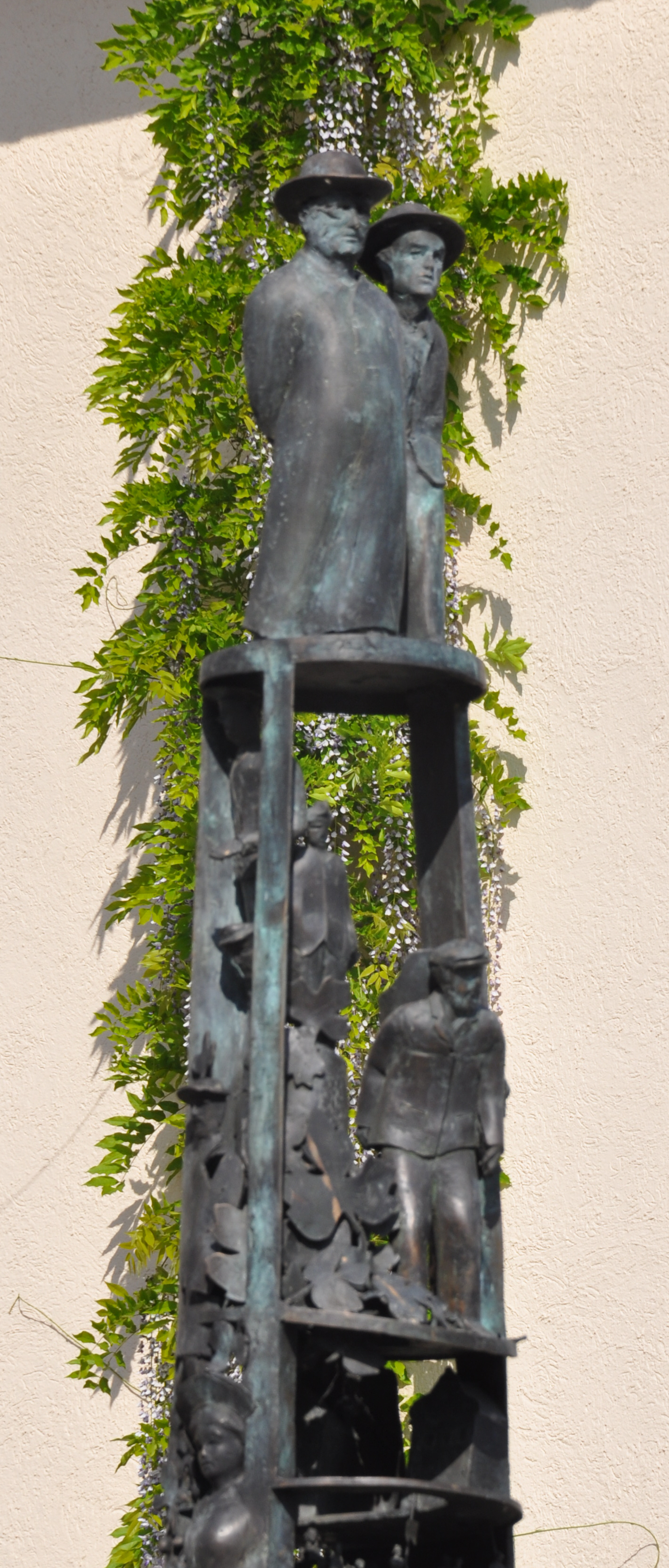
Teilansicht der Schneeballen-säule

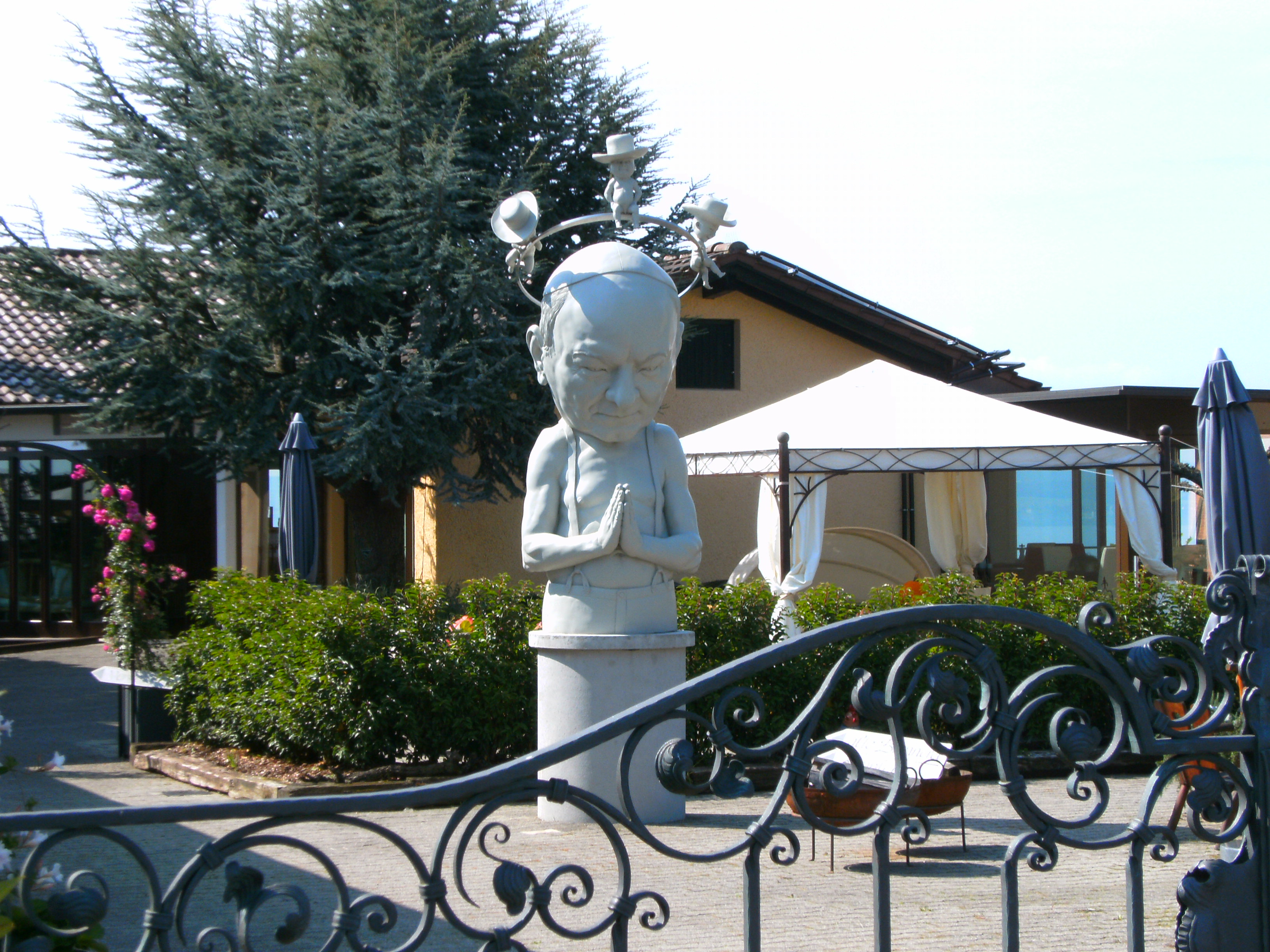
Statue Heinrich Hansjakob von Peter Lenk auf dem Gelände des Burgunderhofes

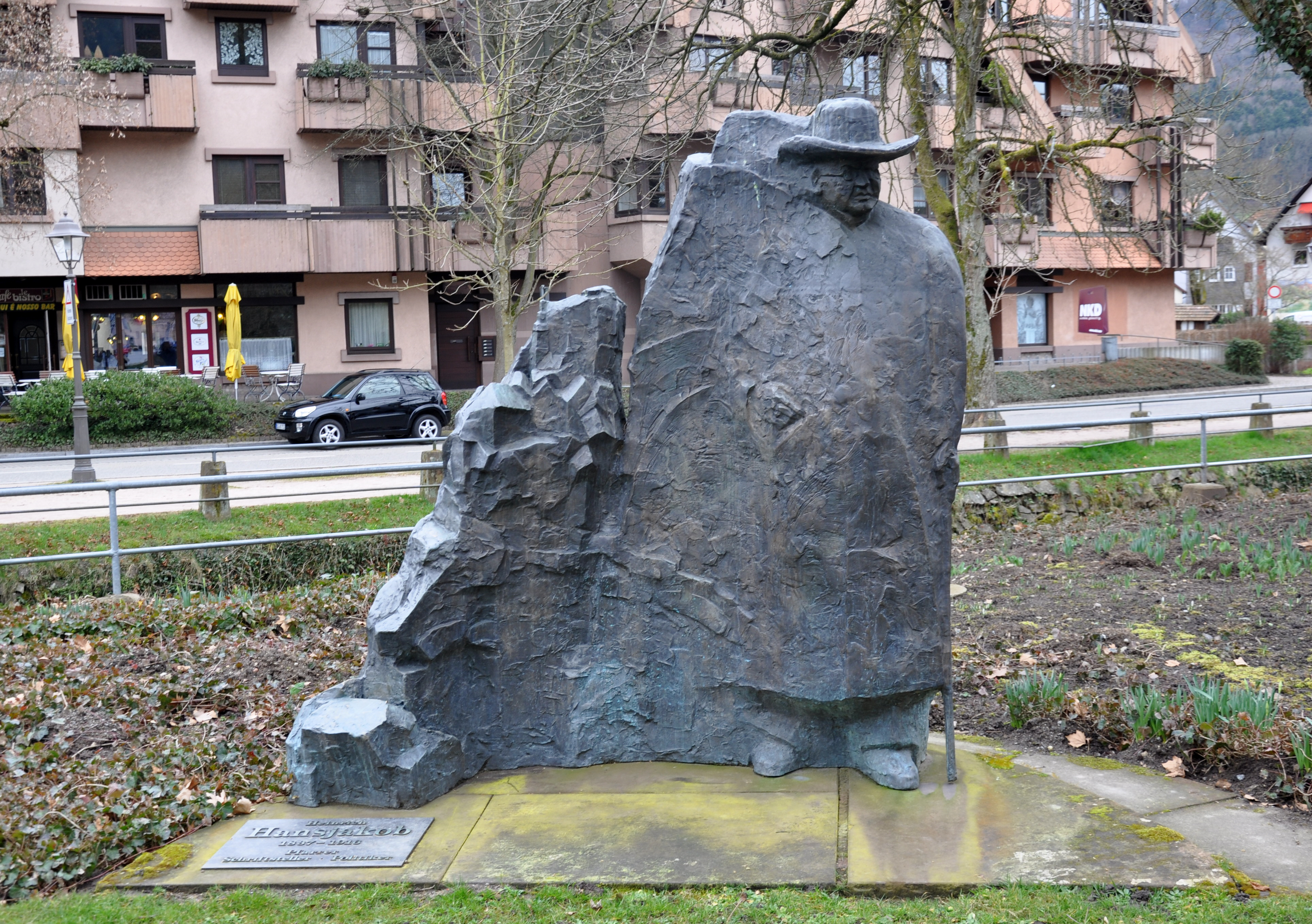
Haslach im Kinzigtal, Denkmal für Heinrich Hansjakob (beim ehemaligen Kapuzinerkloster), von Armin Göhringer, 1987

- In Hagnau am Bodensee wurden mehrere Denkmäler zu seinen Ehren errichtet: eine Gedenktafel an seinem Wohnhaus, eine Statue am Rathaus, Szenen im Schneeballenbrunnen in der Ortsmitte und eine Statue von Peter Lenk auf dem Gelände des privaten Burgunderhofes.
- 1980 wurde in Freiburg ein ehemaliges Kloster nach ihm benannt, das heutige Heinrich-Hansjakob-Haus.[13]
- Beim Kapuzinerkloster in Haslach im Kinzigtal steht eine Skulptur zur Erinnerung an Heinrich Hansjakob.
- Außerdem wurden zahlreiche Schulen und Bildungseinrichtungen nach Heinrich Hansjakob benannt. So trägt zum Beispiel das Bildungszentrum in Haslach seinen Namen, ebenso die Heinrich-Hansjakob-Realschule im nahegelegenen Elzach. In Freiburg gibt es eine Hansjakob-Realschule im Stühlinger. In Waldshut gibt es die Heinrich-Hansjakob-Schule.
- In vielen Städten gibt es eine Hansjakobstraße.

### In Museen

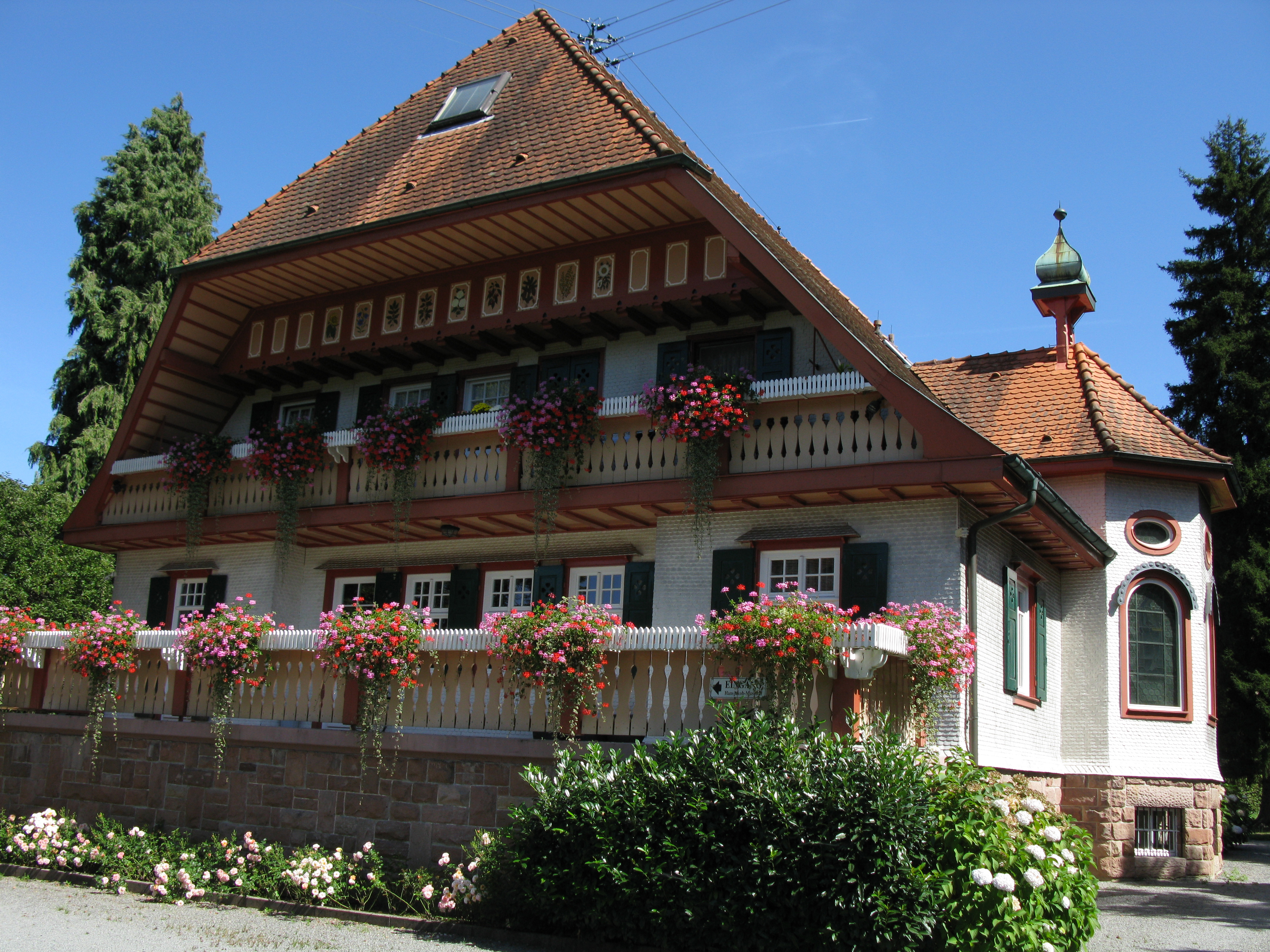
Der Freihof in Haslach, Hansjakobmuseum

Im Hagnauer Museum in Hagnau befindet sich eine Sammlung seiner Bücher, Erzählungen, Reiseerinnerungen, Predigten und politischen Schriften. Auch seine Verdienste als Gründer des Hagnauer Winzervereins sind dort dokumentiert. Die Bedeutung seines großen Filzhutes („grand chapeau“, „Heckerhut“) wird so erklärt: Alle, die zu den demokratischen Ideen von Friedrich Hecker hielten, trugen diesen Hut mit der breiten Krempe. Die Hersteller seiner ersten Hüte wohnten gleich neben seinem Elternhaus.
In Haslach im Kinzigtal ist in dem von ihm 1913 als Altersruhesitz im Schwarzwälderstil erbauten Freihof heute ein Hansjakobmuseum untergebracht. Zu sehen sind auch Schwarzwaldbilder von Curt Liebich und Heinrich Hoffmann, alle von ihm verfassten Bücher, seine Bibliothek, die Stationen seines Lebens und auch sein Hut. Anlässlich seines 175. Geburtstages fand dort am 19. August 2012 eine Gedenkfeier statt. Bei der Neugestaltung des Hansjakobmuseums 2012–2014 wurde das Hansjakobarchiv vom Freihof in das Stadtarchiv Haslach i. K. verlagert.
Eine Heinrich-Hansjakob-Gedenkstätte mit drei original erhaltenen Zimmern war in der Kartause Freiburg untergebracht. 2012 wurde das Literaturmuseum auf Betreiben der Robert-Bosch-Stiftung aufgelöst.

### In Bibliotheken und Archiven
Der Nachlass Hansjakobs wird in der Badischen Landesbibliothek in Karlsruhe verwahrt. Er enthält u. a. Briefe sowie Manuskripte zu Werken, Tagebüchern, Predigten usw.

### Durch Gesellschaften
Die Heinrich-Hansjakob-Gesellschaft in Freiburg gibt Schriften über ihn und seine Zeitgenossen heraus. Der Winzerverein in Hagnau weist auf ihn als Gründer der Winzergenossenschaft hin.

### Hansjakobwege

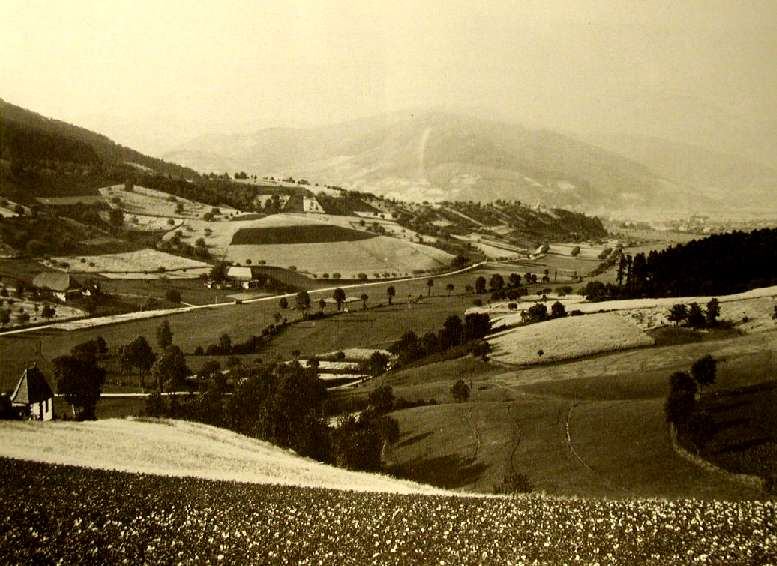
Blick von Hofstetten Richtung Kinzigtal. Links die Hansjakobkapelle.

Nach Heinrich Hansjakob sind zwei Wanderwege im mittleren Schwarzwald benannt: Der Große Hansjakobweg (viertägiger Rundwanderweg von Haslach zurück nach Haslach) und der Kleine Hansjakobweg (dreitägiger Rundwanderweg mit Schapbach als Start- und Zielpunkt). Beide Wege werden vom Schwarzwaldverein gepflegt und betreut. Zahlreiche Hinweistafeln am Wegesrand machen den Wanderer mit den Schauplätzen der Erzählungen Hansjakobs und seiner Jugend vertraut.

## Werke (Auswahl)

### Große Erzählungen
- Das Narrenschiff unserer Zeit von Hans am See, Mainz 1873 (in Anlehnung an Narrenschiff von Sebastian Brant)
- Der Schneeballen-Zyklus (Der Titel Schneeballen wurde von Hansjakob in Anlehnung an das Gasthaus zu den „Drei Schneeballen“ in Hofstetten bei Haslach gewählt.)[18]
  - Schneeballen, erste und zweite Reihe, 1892; Neuausgabe: ISBN 978-3-87407-926-6 (erste Reihe), ISBN 978-3-87407-927-3 (zweite Reihe)
  - Schneeballen, dritte Reihe, 1893. Neuauflage 1911 im Verlag von Adolf Bonz & Comp. Stuttgart. Neuauflage 2002 von der Waldkircher Verlagsgesellschaft, Waldkirch, ISBN 978-3-87407-920-4 (Begebenheiten während der Zeit als Pfarrer von Hagnau 1869–1884).

### Erzählungen

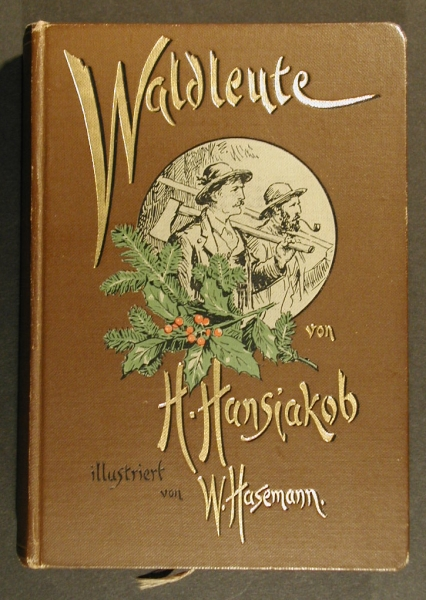
Waldleute

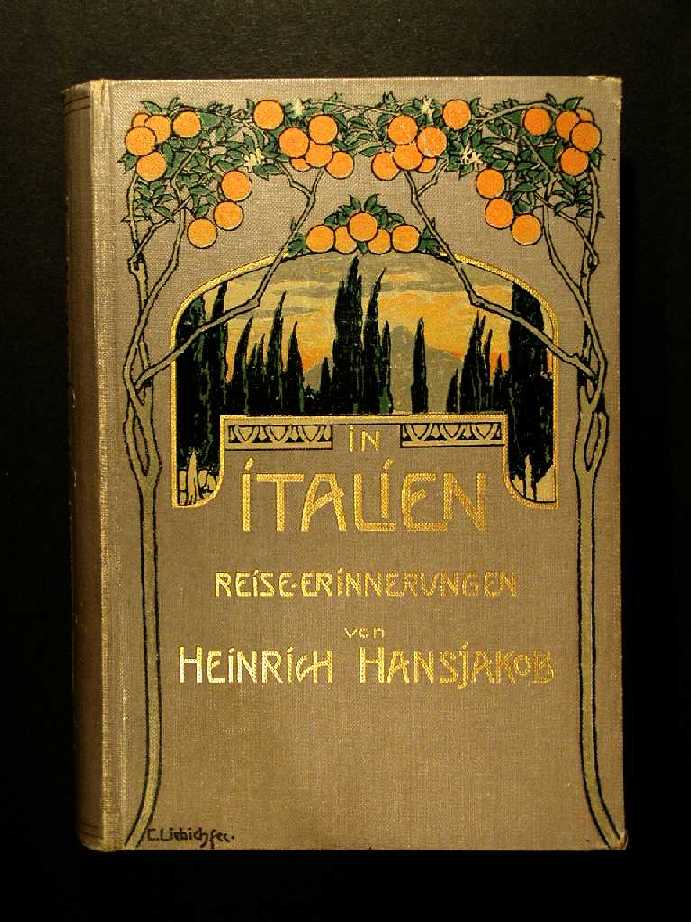
In Italien

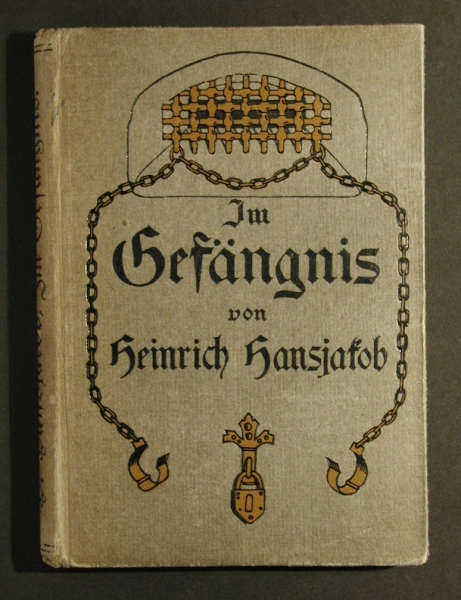
Im Gefängnis

- Der Waldshuter Krieg vom Jahre 1468. Zur vierhundertjährigen Erinnerung untersucht und dargestellt. Druck und Verlag von Heinrich Zimmermann, Waldshut 1868. (Digitalisat der Bayerischen Staatsbibliothek)
- Aus meiner Jugendzeit, 1880.  Neudruck im Hansjakob-Verlag der Stadt Haslach, 16. Auflage 1986, Haslach im Kinzigtal. (Jugenderinnerungen von Hansjakob und Schilderung der Revolution 1948/49 im Kinzigtal).
- Erinnerungen eines alten Hutes, 1882
- Aus meiner Studienzeit, 1885
- Wilde Kirschen, 1888. Neudruck im Hansjakob-Verlag der Stadt Haslach, 17. Auflage 1992, Haslach im Kinzigtal. (Neun Erzählungen über die Menschen im Schwarzwald)
- Der Leutnant von Hasle, 1895. Neudruck im Hansjakob-Verlag der Stadt Haslach, 15. Auflage 1978, Haslach im Kinzigtal. (Erzählung aus dem Dreißigjährigen Krieg).
- Bauernblut, 1896. Neudruck im Hansjakob-Verlag der Stadt Haslach, 16. Auflage 2002, Haslach im Kinzigtal. (Fünf Erzählungen über die Schwarzwälder Heimat).
- Waldleute, 1897. Neudruck im Hansjakob-Verlag der Stadt Haslach, 13. Auflage 1997, Haslach im Kinzigtal. Darin die drei Erzählungen:

- Der Fürst vom Teufelsstein
- Theodor, der Seifensieder
- Afra

- Der steinerne Mann von Hasle, 1897. Neudruck im Hansjakob-Verlag der Stadt Haslach, 7. Auflage 1981, Haslach im Kinzigtal. (Roman über  den Graf Götz von Fürstenberg-Haslach und das Mittelalter).
- Erinnerungen einer alten Schwarzwälderin, 1898. Neudruck im Hansjakob-Verlag der Stadt Haslach, 15. Auflage 2004, Haslach im Kinzigtal. (Lebensgeschichte des Großvaters von Hansjakob).
- Erzbauern, 1899. Neudruck im Hansjakob-Verlag der Stadt Haslach, 12. Auflage 2002, Haslach im Kinzigtal. (Vier Erzählungen über die Bauern des Kinzigtals und die sozialen Umbrüche durch die Industrialisierung).
- Aus dem Leben eines Unglücklichen, 1900
- Aus dem Leben eines Glücklichen, 1901
- Aus dem Leben eines Vielgeprüften, 1903
- Meine Madonna, 1903
- Aus dem Leben eines Vielgeliebten, 1909; Neuausgabe: ISBN 978-3-87407-924-2
- Aus dem Leben eines treuen Hausgenossen, 1909; Neuausgabe: ISBN 978-3-87407-923-5
- Der Vogt auf Mühlstein. Neudruck im Hansjakob-Verlag der Stadt Haslach, 1. Wiederauflage 2006, Haslach im Kinzigtal. (Tragische Geschichte der Magdalena, Tochter des Vogtes auf Mühlstein).

### Reiseerinnerungen
- In Frankreich, 1874 (Digitalisat)
- In Italien, 1877
- In den Niederlanden, 1881
- Verlassene Wege, 1902; Neuausgabe: ISBN 978-3-87407-911-2 (Leben der Bauersleut und Städter des Elz- und Simonswäldertales)[11]
- Letzte Fahrten, 1902; Neuausgabe: ISBN 978-3-87407-912-9
- Sommerfahrten, 1902; Neuausgabe: ISBN 978-3-87407-913-6
- Alpenrosen mit Dornen, 1905; Neuausgabe: ISBN 978-3-87407-914-3
- Sonnige Tage, 1906; Neuausgabe: ISBN 978-3-87407-915-0
- In Belgien, 1915

### Tagebücher
- Auf der Festung, 1870
- Im Gefängnis, 1873
- In der Residenz, 1878; Neuausgabe: ISBN 978-3-87407-948-8
- Dürre Blätter, erste Reihe, 1889
- Dürre Blätter, zweite Reihe, 1890
- Aus kranken Tagen, 1895; Neuausgabe: ISBN 978-3-87407-947-1
- Im Paradies, 1897. Neudruck im Hansjakob-Verlag der Stadt Haslach, 7. Auflage 2002, Haslach im Kinzigtal. (Tagebuch aus dem Jahr 1896 mit Stellungnahme zu Problemen der Zeit).
- Abendläuten, 1900; Neuausgabe: ISBN 978-3-87407-951-8
- In der Karthause, 1900; Neuausgabe: ISBN 978-3-87407-917-4
- Stille Stunden, 1903; Neuausgabe: ISBN 978-3-87407-918-1
- Mein Grab, 1905
- Allerseelentage, 1912; Neuausgabe: ISBN 978-3-87407-919-8
- Allerlei Leute und allerlei Gedanken, 1913
- Feierabend, hrsg. von Anton Trunz, 1918

### Vorträge
- Jesus von Nazareth. Gott in der Welt und im Sakramente. Sechs Vorträge gehalten in der Fastenzeit 1890 in der Kirche St. Martin zu Freiburg. Zweite Auflage. Herdersche Verlagsbuchhandlung. Freiburg 1901.

### Politische Schriften
- Unsere Volkstrachten. Herder, Freiburg im Breisgau 1892. – Dazu kritisch: Richard Nuzinger:  Die Erhaltung der Volkstrachten. Eine Warnung. H. Specht, Zell im Wiesental o. J. [1896], 2., vermehrte Auflage: Comtesse, Heidelberg 1897.